# Raymond Ceulemans

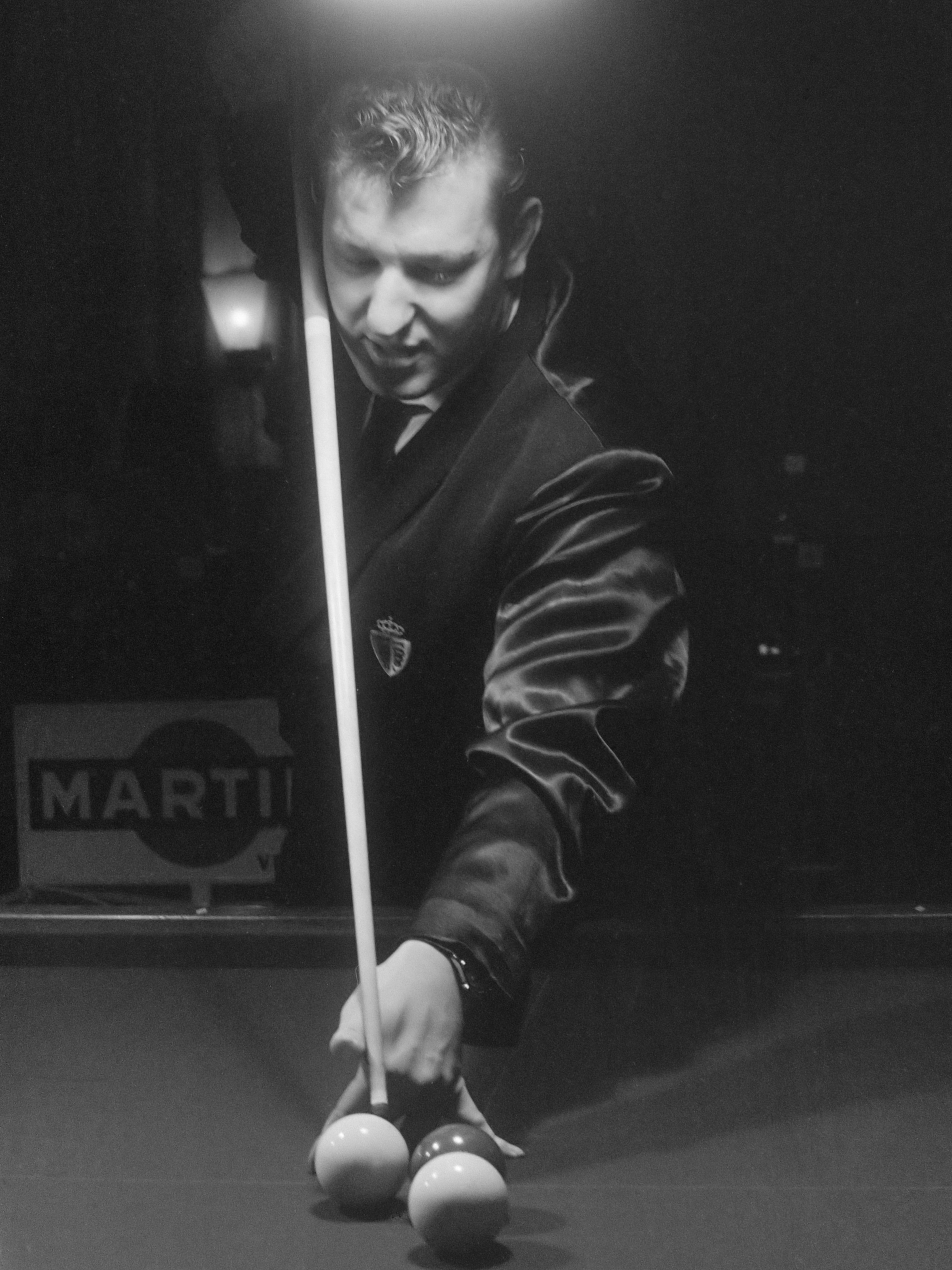
Raymond Ceulemans in 1963 tijdens de Europese biljartkampioenschappen in Den Helder.

Raymond ridder Ceulemans (Lier, 12 juli 1937) is een Belgisch carambolebiljarter. Hij werd 35 keer wereldkampioen, 48 keer Europees kampioen en 61 keer kampioen van België.

## Levensloop
Ceulemans bekwaamde zich al op zijn zevende in de biljartsport op de cafétafel van zijn vader. Ook voetbalde hij bij de plaatselijke vierdeklasser KFC Nijlen. Ceulemans was een goede midvoor en in 1958 werd hij ontdekt door Beerschot. Maar een transfer zat er niet in; waarom weet Ceulemans zelf ook niet. 
Hij stopte definitief met voetballen en legde zich helemaal toe op het biljarten. Met succes, want op zijn 23e veroverde hij op 19 februari 1961 zijn eerste Belgische driebandentitel. In 1962 won hij voor het eerst het Europees kampioenschap driebanden en een jaar later al voor het eerst het wereldkampioenschap driebanden met moyennes van respectievelijk 1.159 en 1.307. In 1969 werd Ceulemans 1e op het laatste Wereldkampioenschap libre in het Oostenrijkse Linz. Hij werd kampioen van de wereldbeker driebanden in 1986, 1987 en 1990.
Na het veroveren van zijn honderdste titel kreeg hij de bijnaam Mister 100. Ceulemans werd in juli 2001 in Las Vegas uitverkoren voor de "Hall of Fame". Deze onderscheiding kreeg hij van de Billiard Congress of America (BCA), de leidende biljartorganisatie in de Verenigde Staten. In de zomer van 2002 werd Raymond Ceulemans door Koning Albert II tot ridder benoemd. In 2005 eindigde hij op de 52ste plaats in de Vlaamse versie van De Grootste Belg. 
Ceulemans is tot nu toe de enige biljarter die Belgisch Sportman van het jaar (1978) werd. Een groep van 110 sportjournalisten verkoos hem boven atleet Karel Lismont en wielrenner Johan De Muynck.

## Internationale en nationale titels
- Wereldkampioenschap driebanden: 1963–>73, 1975–>80, 1983, 1985, 1990, 2001 (21)[2]
- UMB Wereldkampioenschap bandstoten: 1968, 1976, 1977, 1978, 1979, 1984 (6)
- UMB Wereldkampioenschap 47/1: 1976
- UMB Wereldkampioenschap Libre: 1969
- UMB Wereldkampioenschap Pentathlon: 1965, 1972, 1974, 1975 (4)
- UMB Wereldbeker driebanden: 1986, 1987, 1989, 1990–2, 1990–4, 1991, 1992, 1993 (8)
- UMB Wereldbeker driebanden Overall Champion: 1986, 1987, 1990 (3)
- UMB Driebanden Grand Prix: 1987, 1988–1, 1988–3, 1991, 1992, 1995 (6)
- Europees kampioenschap driebanden: 1962–>72, 1974–>83, 1987, 1992 (23)
- CEB Europees kampioenschap bandstoten: 1963–>1967, 1969, 1970, 1977–>79, 1984–>86 (13)
- CEB Europees kampioenschap Balkline 71/2: 1963, 1966, 1968, 1971, 1979 (5)
- CEB Europees kampioenschap 47/1: 1976
- CEB Europees kampioenschap Pentathlon: 1973, 1979 (2)
- CEB Europees kampioenschap Pentathlon (nationale ploegen): 1969, 1971, 1975, 1992 (4)
- CEB Europese beker: 1967,1968, 1969, 1986 (4)
- CEB Grand Prix: 1987, 1988 (2)
- Belgisch kampioen driebanden: 1961, 1962, 1964–>68, 1970–>81, 1984, 1986, 1993, 1999, 2001 (24)
- Belgisch bekerwinnaar: 1992, 1994, 2001 (3)

## Andere toernooititels
Naast de nationale, Europese en wereldtitels won Ceulemans ook andere nationale en internationale toernooien, waaronder
- Internationale Simonis Beker: 9 overwinningen[3]
- Rotterdam Briljant Toernooi: 2 overwinningen in 1991 en 1992
- Wetsteijn toernooi: 1 overwinning in 1991
- Boerinnekes Vijfkamp Antwerpen: 15 overwinningen
- Schaal Van Laere toernooi Gent: 20 overwinningen

## Records

### UMB Wereldkampioenschap Driebanden
- General Average (GA): 1963 (1,307), 1966 (1,345), 1973 (1,478), 1976 (1,500), 1978 (1,679), 1986 (1,745)
- Special Average (SA): 1963 (2,068), 1966 (2,500), 1986 (2,631)
- High Run (HR): 1974 (14), 1975 (15), 1980 (15)

### Wereldbeker driebanden
- General Average (GA): 1986/2 (1,516)
- High Run (HR): 1999/5 (15)

### CEB Europees kampioenschap Driebanden
- General Average (GA): 1963 (1,238), 1969 (1,538), 1971 (1,621), 1991 (1,808)
- Special Average (SA): 1964 (1,764), 1965 (1,818), 1965 (2,068), 1969 (2,222), 1972 (2,875)
- High Run (HR): 1964 (17), 1973 (20)

## Eerbewijzen

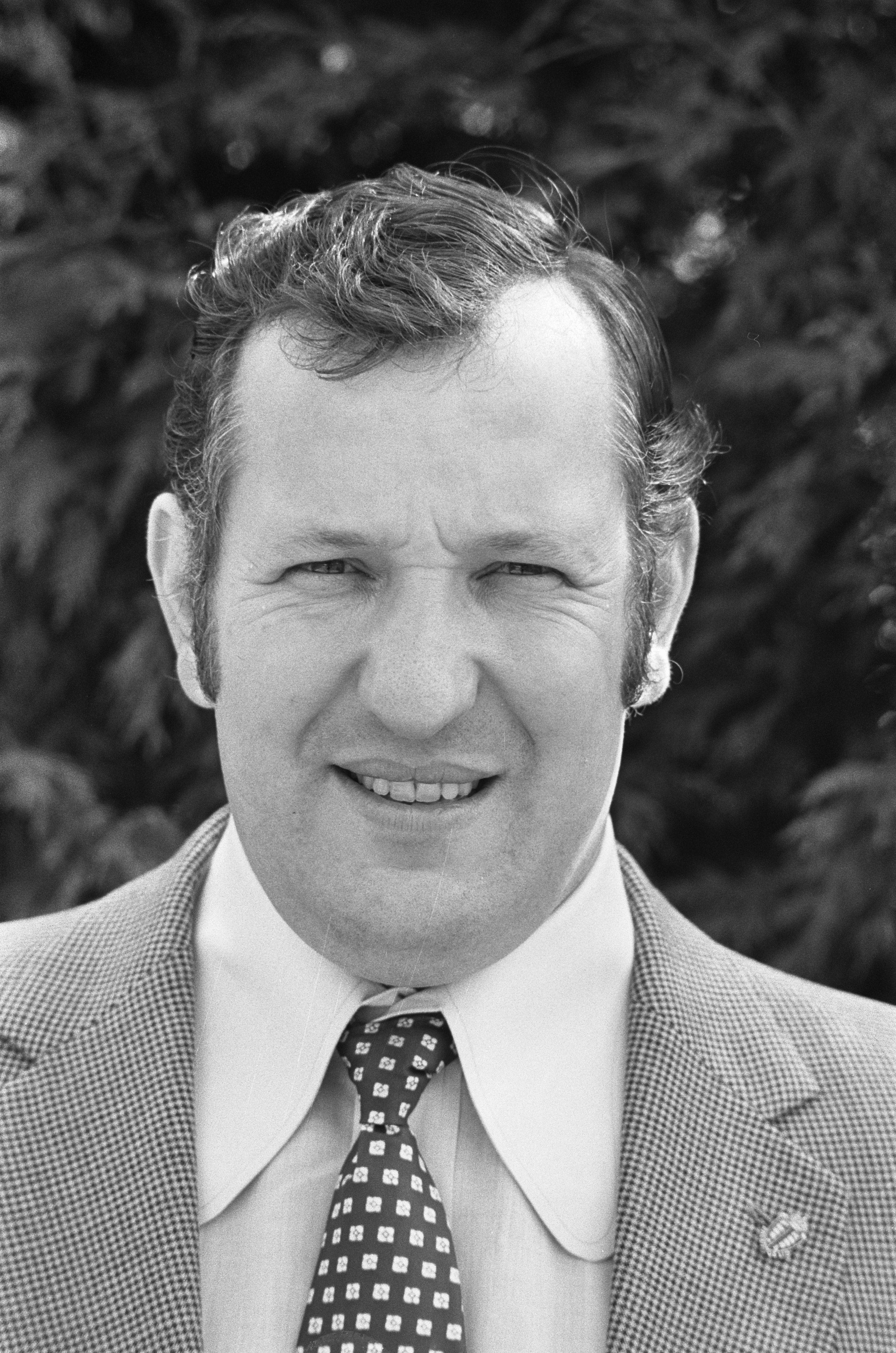
Ceulemans in 1973

- Nationale trofee voor sportverdienste: 1966[4]
- Belgisch sportman van het jaar: 1967[5]
- Erelid van de Koninklijke Belgische Biljard Bond KBBB
- Erelid van de Koninklijke Nederlandse Biljard Bond KNNB: 1980[6]
- Sportman van de eeuw van stad Mechelen: 1999
- 3e Sportman van de eeuw van de Provincie Antwerpen: 2000
- Ingehuldigd in de Billiard Congress of America Hall of Fame: 2001
- Ridder in de Orde van Leopold II: 2002[7]
- Erelid van de Confédération Européenne de Billard: 2007
- Trophy of Legends: 2018[8]

## Trivia
- In strook 133 van het Suske en Wiske-album De bonkige baarden (1985) schakelt Jerom zijn tegenstanders uit door ze omver te biljarten. Hij zegt met trots over zichzelf: K. Eulemans mag er eens achter komen..
- Zijn familienaam en zijn werktuig leenden zich tot de bijnaam "de Ceu" (tenzij men dit zou spellen als "de Keu").
- Raymond Ceulemans acteerde in een Nederlandse reclamespot voor een verzekeringsmaatschappij, waarin hij vroeg: Waar kan ik hier biljartles krijgen?